# Ахтемійчук Юрій Танасович
Ахтемійчук Юрій Танасович — завідувач кафедри анатомії, топографічної анатомії та оперативної хірургії Буковинського державного медичного університету (м. Чернівці).

## Біографічні відомості
Народився 1958 року на Буковині (с. Ставчани, Кіцманський район). Закінчив з відзнакою Чернівецьке медичне училище (1978), з відзнакою Чернівецький медичний інститут (1984) та аспірантуру при кафедрі топографічної анатомії та оперативної хірургії (1987).
Працював фельдшером Чернівецької міської станції швидкої медичної допомоги (1978-1980), медбратом урологічного відділення Чернівецької обласної клінічної лікарні (1980-1984).
З 1987 року – асистент, з 1993-го – старший викладач, з 1994-го – доцент, з 1995-го – старший науковий співробітник, з 1997-го – завідувач кафедри топографічної анатомії та оперативної хірургії, з 2005-го – професор кафедри загальної та оперативної хірургії з топографічною анатомією, з 2007-го – завідувач кафедри анатомії, топографічної анатомії та оперативної хірургії.
27.05.2014  року помер від прогресуючого бічного аміотрофічного склерозу.

## Наукова та виробнича діяльність
Перший декан медсестринського факультету (1994-1995), завідувач відділення інтернатури (2000-2003), завідувач відділу докторантури, аспірантури, магістратури та клінічної ординатури (2005-2009), в. о. проректора з науково-педагогічної роботи (2009-2011).
Засновник та головний редактор наукового фахового видання України “Клінічна анатомія та оперативна хірургія” (видається з 2002 року), відповідальний секретар (1997-2002) наукового фахового видання “Буковинський медичний вісник”. Член редакційної колегії та редакційної ради наукових фахових видань України – “Буковинський медичний вісник”, “Неонатологія, хірургія та перинатальна медицина” (Чернівці), “Вісник морфології” (Вінниця), “Морфологія” (Дніпропетровськ), “Вісник проблем біології і медицини” (Полтава), Науковий вісник Ужгородського університету, серія Медицина (Ужгород); Молдови – “Curierul medical” (Кишинів), Білорусі – “Здравоохранение” (Мінськ).
Голова Чернівецького відділення Наукового товариства анатомів, гістологів, ембріологів і топографоанатомів України. Член спеціалізованої вченої ради Д 58.601.01 Тернопільського державного медичного університету імені І.Я.Горбачевського (з 2008 року).
Кандидат медичних наук (1988), доцент (1995), доктор медичних наук (2000), професор (2002).
Напрями наукових досліджень: Закономірності перинатальної анатомії та ембріотопографії. Визначення статево-вікових особливостей будови і топографоанатомічних взаємовідношень органів та структур в онтогенезі людини. 
Автор 4 підручників, 11 навчальних посібників, 10 монографій, понад 250 статей, 1 методичних рекомендацій, 32 авторських свідоцтв і патентів на винаходи та корисні моделі.
Підготував 2 докторів та 15 кандидатів наук, 1 магістра медицини.
Основні наукові праці: 
- 1. Нариси перинатальної анатомії / [Ю.Т.Ахтемійчук, О.М.Слободян, Т.В.Хмара та ін.]; за ред. Ю.Т.Ахтемійчука. – Чернівці: БДМУ, 2011. – 300 с.
- 2. Ахтемійчук Ю.Т. Органогенез заочеревинного простору. – Чернівці: Прут, 1997. – 148 с.
- 3. Ахтемійчук Ю.Т. Нариси ембріотопографії. – Чернівці: Вид. дім “Букрек”, 2008. – 200 с.
- 4. Ахтемійчук Ю.Т. Топографічна анатомія підшлункової залози плода // Укр. мед. альманах. – 1999. – Т. 2, № 1. – С. 5-7.
- 5. Ахтемійчук Ю.Т. Топографічна анатомія сечоводів плода // Бук. мед. вісник. – 1999. – Т. 3, № 4. – С. 143-146.
- 6. Ахтемійчук Ю.Т. Взаємовідношення підшлункової залози з похідними спинної брижі та первинної очеревини в процесі її розвитку // Наук. вісн. Ужгородського ун-ту, серія “Медицина”. – 1999. – Вип. 7. – С. 3-5.
- 7. Ахтемійчук Ю.Т. Взаємовідношення надниркових залоз з похідними вісцерального листка мезодерми // Вісн. проблем біол. і мед. – 1999. – № 10. – С. 84-87.
- 8. Ахтемійчук Ю.Т., Проняєв Д.В. Анатомічні особливості клубово-сліпокишкового переходу в перинатальному періоді онтогенезу // Клінічна анатомія та оперативна хірургія. – 2008. – Т. 7, № 3. – С. 45-49.
- 9. Ахтемійчук Ю.Т., Заволович А.Й. Сучасний стан проблеми природженого пілоростенозу // Таврич. мед.-биол. вестник. – 2008. – Т. 11, № 3, ч. II. – С. 161-165.
- 10. Ахтемійчук Ю.Т., Слободян О.М. Сучасні аспекти ультразвукової анатомії холедохопанкреатодуоденального органокомплексу у ранньому періоді оногенезу людини // Вісн. морфології. – 2003. – Т. 9, № 2. – С. 456-459.
- 11. Ахтемійчук Ю.Т. Ембріотопографічні взаємовідношення дванадцятипалої кишки з похідними вісцерального листка мезодерми // Укр. мед. альманах. – 2000. – Т. 3, № 3. – С. 12-14.

## Нагороди
Нагороджений Почесними грамотами Міністерства охорони здоров’я України (2007, 2008), Грамотою Міністерства освіти і науки України (2010), Почесною грамотою Чернівецької облдержадміністрації (2002). Лауреат премії Чернівецької міської ради ім. Б.Л.Радзіховського (2003).